# Europacup I hockey mannen 2004
De 31ste Europcup I hockey voor mannen werd gehouden van 28 tot en met 31 mei 2004 in Barcelona. Er deden 8 teams mee, verdeeld over twee poules. Real Club de Polo de Barcelona won deze editie van de Europacup I. Voor Nederland kwam Amsterdam H&BC uit op dit toernooi.

## Poule-indeling

### Eindstand Groep A
| Team                      | Pnt | GS | W | G | V | DV | DT | DS  |
| ------------------------- | --- | -- | - | - | - | -- | -- | --- |
| 1. Der Club an der Alster | 7   | 3  | 2 | 1 | 0 | 13 | 2  | +11 |
| 2. Reading HC             | 5   | 3  | 1 | 2 | 0 | 9  | 5  | +4  |
| 3. Wiener AC              | 2   | 3  | 0 | 2 | 1 | 4  | 9  | -5  |
| 4. WKS Grunwald           | 1   | 3  | 0 | 1 | 2 | 5  | 15 | -10 |

### Eindstand Groep B
| Team                   | Pnt | GS | W | G | V | DV | DT | DS  |
| ---------------------- | --- | -- | - | - | - | -- | -- | --- |
| 1. Real Club de Polo   | 9   | 3  | 3 | 0 | 0 | 14 | 1  | +13 |
| 2. Amsterdam H&BC      | 6   | 3  | 2 | 0 | 1 | 14 | 6  | +8  |
| 3. Rot-Weiss Wettingen | 3   | 3  | 1 | 0 | 2 | 5  | 19 | -14 |
| 4. KHC Dragons         | 0   | 3  | 0 | 0 | 3 | 5  | 12 | -7  |

## Poulewedstrijden

### Vrijdag 28 mei 2004
- 10.30 B Amsterdam - Dragons 5-2
- 12.30 B Real Club de Polo - Rotweiss Wettingen 8-0
- 14.30 A Reading - WAC 1-1
- 16.30 A WKS Grunwald - Der Club an der Alster 0-6

### Zaterdag 29 mei 2004
- 09.30 B Amsterdam - Rotweiss Wettingen 9-1
- 12.30 B Real Club de Polo - Dragons 3-1
- 14.30 A Reading - Der Club an der Alster 1-1
- 17.00 A WKS Grunwald - WAC 2-2

### Zondag 30 mei 2004
- 10.30 B Dragons - Rotweiss Wettingen 2-4
- 12.30 B Real Club de Polo - Amsterdam 3-0
- 14.30 A Der Club an der Alster - WAC 6-1
- 17.00 A Reading - WKS Grunwald 7-3

## Finales

### Maandag 31 mei 2004
- 10.30 4e A - 3e B WKS Grunwald - Rotweiss Wettingen 2-3
- 11.30 2e A - 2e B Reading - Amsterdam (1-1) 3-4 (na strafballen)
- 15.30 3e A - 4e B WAC - Dragons 2-4
- 16.30 1e A - 1e B Der Club an der Alster - RC de Polo 0-1

## Einduitslag
1.  Real Club de Polo 

2.  Der Club an der Alster 

3.  Amsterdam H&BC 

4.  Reading HC 

5.  Rot-Weiss Wettingen 

5.  KHC Dragons 

7.  WKS Grunwald 

7.  Wiener AC